# Rossend Torras i Mir

## Rossend Torras, fotògraf i comerciant
Rossend Torras i Mir (Barcelona, 1907-1996) va ser el petit de tres germans i un fotògraf aficionat amb un gran domini de la tècnica fotogràfica.
Va deixar l’escola als catorze anys per ajudar al seu pare, Joan Torras, que regentava una rellotgeria al carrer Goya del barri de Gràcia, establiment on també hi treballaven la Teresa Mir, la seva mare, i els seus germans Juanito i Josep.
La família va obrir una botiga al número 83 del carrer Salmeron (actual Gran de Gràcia) l’any 1925, on hi havia el domicili familiar al pis de dalt. La Casa Torras estava dedicada a la venda d’articles d’òptica i fotografia, laboratori fotogràfic, timbres sonors i aparells electromecànics comercialitzats amb la marca Tomir (de Torras i Mir). Els Torras van obrir un segon establiment al número 14 del carrer Jaume I de Barcelona el 1931. El jove Rossend aviat va agafar el timó del negoci familiar fins al seu tancament el 1981.
Rossend Torras i Antònia Rabassa van contraure matrimoni civil a Barcelona l’11 de novembre de 1936 i, posteriorment, van celebrar un casament religiós a Santes Creus el 7 de maig de 1939. D’aquesta unió en van néixer tres fills, l’Albert, la Rosa i la Isabel. Malauradament l’esposa va morir el 1955 i en Rossend, ja vidu, es va tornar a casar amb la Carmen Arnal amb qui va tenir en Carles, el seu quart fill.
Rossend Torras va entrar a l'Agrupació Fotogràfica de Catalunya proposat pels germans Francesc i Enric Rius l’any 1926, amb qui compartia excursions i activitats al Club Excursionista de Gràcia. En Juanito, el seu germà gran, estava casat amb una de les germanes dels Rius, família veïna del barri de Gràcia.
A l’Agrupació es va trobar amb els fotògrafs pictoralistes que, encapçalats per Pla Janini, dominaven l’entitat, però Torras va abraçar la fotografia de paisatge i les tècniques de l'estereoscòpia i de l’autocromia pròpies dels aficionats de l’època. Va coincidir amb l'Antoni Campañà i l'Agustí Centelles, fotògrafs de la seva generació, amb qui va compartir l’interès pel reportatge i la fotografia documental, però a diferència d’aquests, mai s’hi va dedicar professionalment, i sempre va viure de les seves activitats empresarials.
Torras es va fer soci del Centre Excursionista de Catalunya el 1931, i desenvolupà les seves activitats dins les seccions de fotografia i de cinema. És per la seva afició a les excursions que el seu arxiu fotogràfic és replet d’imatges del món rural i de paisatges d’arreu de Catalunya, en especial la Costa Brava i la població de Tossa de Mar, on hi estiuejava amb la família.
El llegat fotogràfic de Rossend Torras és ple de retrats de persones, imatges familiars i fotografies de curses automobilístiques. La seva afició per l’automoció el va portar a ser propietari de diversos cotxes i motos, i a formar part del RACC i de la Penya Rhin.
Sempre carregat amb càmeres, objectius i accessoris fotogràfics, Torras va fotografiar la vida dels barcelonins i els actes polítics, socials i culturals del seu temps. Al seu arxiu s’hi poden trobar fotografies de Piscines i Esports, de la festa de Sant Medir, de mercats i fires, dels carnavals, i d’esdeveniments com l'Exposició Internacional de Barcelona de 1929, la proclamació de la II República espanyola, la crema d’esglésies i la rereguarda de la Guerra Civil a la ciutat, la desfilada de la Victòria de l'exèrcit franquista, i moltes altres fotografies de la Barcelona de la postguerra.
L’arxiu fotogràfic de Rossend Torras conté unes 25.000 fotografies i 110 pel·lícules de cinema d’aficionat fetes entre els anys vint i els cinquanta del segle passat que guarden els seus fills. Es tracta d’un fons de gran valor fotogràfic i d’interès documental format per plaques de vidre estereoscòpiques, autocroms i negatius de vidre i de plàstic de diferents mides.
Després de la Guerra Civil, i amb responsabilitats familiars, Rossend Torras, va freqüentar Ràdio Barcelona, el teatre d’aficionats i els clubs i sales de festa de Barcelona per a fer fotografies, que va vendre al llarg dels anys quaranta i cinquanta. Només d’aquesta època, es conserven uns 12.000 negatius de plàstic en 35 mm. que es corresponen amb gairebé unes 200 obres diferents de teatre amateur.
(Ricard Marco)

## La història
Rossend Torras va viure la seva joventut en uns temps molt convulsos, entre les dictadures de Primo de Rivera i el primers anys del franquisme, els més terribles. Entremig d’una república il·lusionant i una guerra fratricida que va durar quasi tres anys.
El primer gran esdeveniment que va captar la seva càmera fou l’Exposició Internacional de Barcelona de 1929. Encara avui ens sorprenen les seves fotografies del gran espectacle nocturn de llums, d’aigua i de focs d’artifici.
Dos anys més tard, unes eleccions municipals feien caure la dictadura, o el que en quedava, i es proclamava la Segona República espanyola. Gairebé tothom va sortir al carrer per a celebrar-la. El jove fotògraf retratà aquesta munió de gent amb banderes catalanes i republicanes amb la pressa festiva dels carrers i places de la ciutat de Barcelona.
El fracàs del cop d’estat del juliol de 1936 a Barcelona i per extensió a tota Catalunya va provocar, entre d'altres, un fenomen no pas nou a la història de la ciutat: la persecució religiosa. Això es va traduir en l’assassinat de representants de l’església, l’exposició de mòmies, la iconoclàstia, el saqueig, l’incendi i la destrucció de nombroses esglésies, convents i col·legis religiosos. Torras va documentar profusament aquesta destrucció de patrimoni a través d’un gran nombre de fotografies.
Durant la Guerra Civil espanyola va formar part del cos de tren (transports), d’on es conserven imatges de la caserna, que estava situada al desaparegut Convent de Loreto del barri de Les Corts, així com de la caserna dels Docks, rebatejada com a Espartaco, on va destacar la figura del capità Jesús San Emeterio, mutilat de guerra, que acabà els seus dies al camp d’extermini nazi de Gusen.
La “liberación” de Barcelona significà el final avançat de la Guerra. Sigui per un suport real o interessat pel bàndol vencedor o pel cansament de la població envers el conflicte bèl·lic, un bon nombre de persones donaren la benvinguda a les tropes franquistes. Rossend Torras ens va deixar testimoni fotogràfic de la desfilada de la Victòria a Barcelona i va documentar amb la seva càmera la posterior celebració dels diversos actes militars i religiosos on s’aplegaven milers de barcelonins.
(Ricard Marco)

## La fotografia estereoscòpica i l’autocromia
Rossend Torras, com la majoria dels fotògrafs aficionats de principis del segle XX es va interessar per la fotografia estereoscòpica i també va practicar l’autocromia. La prova són els premis que va guanyar amb aquestes dues tècniques a les diferents associacions i entitats de les quals va ser membre. Molts d’aquests guardons es poden veure publicats als butlletins dels centres i a la premsa de l’època. És per aquest motiu que més d’una tercera part del seu arxiu fotogràfic són plaques de vidre estereoscòpiques.
La visió estereoscòpica permet apreciar el volum i la profunditat dels objectes i la distància que mantenen entre si. És una propietat producte de la visió binocular de l’ésser humà. Aquesta qüestió i la relació amb la percepció del relleu de les coses ja van ser observades i estudiades per Leonardo da Vinci.
La fotografia estereoscòpica permet veure fotografies en tres dimensions.
Es prenen dues imatges separades entre si horitzontalment uns 60 mm, que és la distància interpupil·lar de l’ésser humà.
Torras captava aquestes dues imatges amb una càmera de dos objectius i sobre una sola placa fotogràfica, la revelava i la passava a positiu i, amb l’ajuda d’un visor especial, l’espectador podia veure la fotografia en relleu.
Per a les vistes panoràmiques utilitzava aquesta mateixa càmera, que permetia desplaçar la part frontal de manera que un dels dos objectius quedava al centre de l’aparell i, d’aquesta manera, l’altre quedava anul·lat.
Així s’obtenia una sola imatge que ocupava tot l’espai de la placa fotogràfica.
L’autocromia va ser un dels primers sistemes de fotografia en color i va ser patentat pels germans Lumière el 1907. Es tracta d’un procés que, bàsicament, consta d’una placa de vidre damunt la qual hi ha una mescla de grans de midó molt petits tenyits amb els tres colors primaris que, al seu torn, està recoberta d’una emulsió pancromàtica de blanc i negre.
(Ricard Marco)